# 24•60
24•60 (nommé 24 heures en 60 minutes de 2008 à 2013 puis 24/60 de 2013 à 2020), est un magazine d'actualité canadien diffusé sur les ondes d'ICI RDI depuis 2008. L'émission passe en revue les actualités de la journée et décortique l'actualité avec des invités et des experts.

## Historique
L'émission succède à Dominique Poirier en direct, en ondes de 2006 à 2008. Patrice Roy est d'abord pressenti pour être l'animateur de ce nouveau magazine d'une heure, mais c'est plutôt Anne-Marie Dussault qui prend la barre de l'émission.
L'émission était initialement enregistrée dans le Centre de l'information. 

## Diffusion
L'émission est diffusée de 19 h 00 à 20 h 00 du lundi au vendredi, en rediffusion à minuit.
Elle est animée principalement par Anne-Marie Dussault et à l'occasion par d'autres animateurs d'ICI RDI dont Julie Drolet.
Deux déclinaisons de l'émission existent :
- 24•60 Hors-série : émission entièrement consacrée à une entrevue avec une personnalité qui a marqué l'actualité.
- 24•60 Édition spéciale : émission entièrement consacrée à une seule thématique.